# Heilbronner Weg

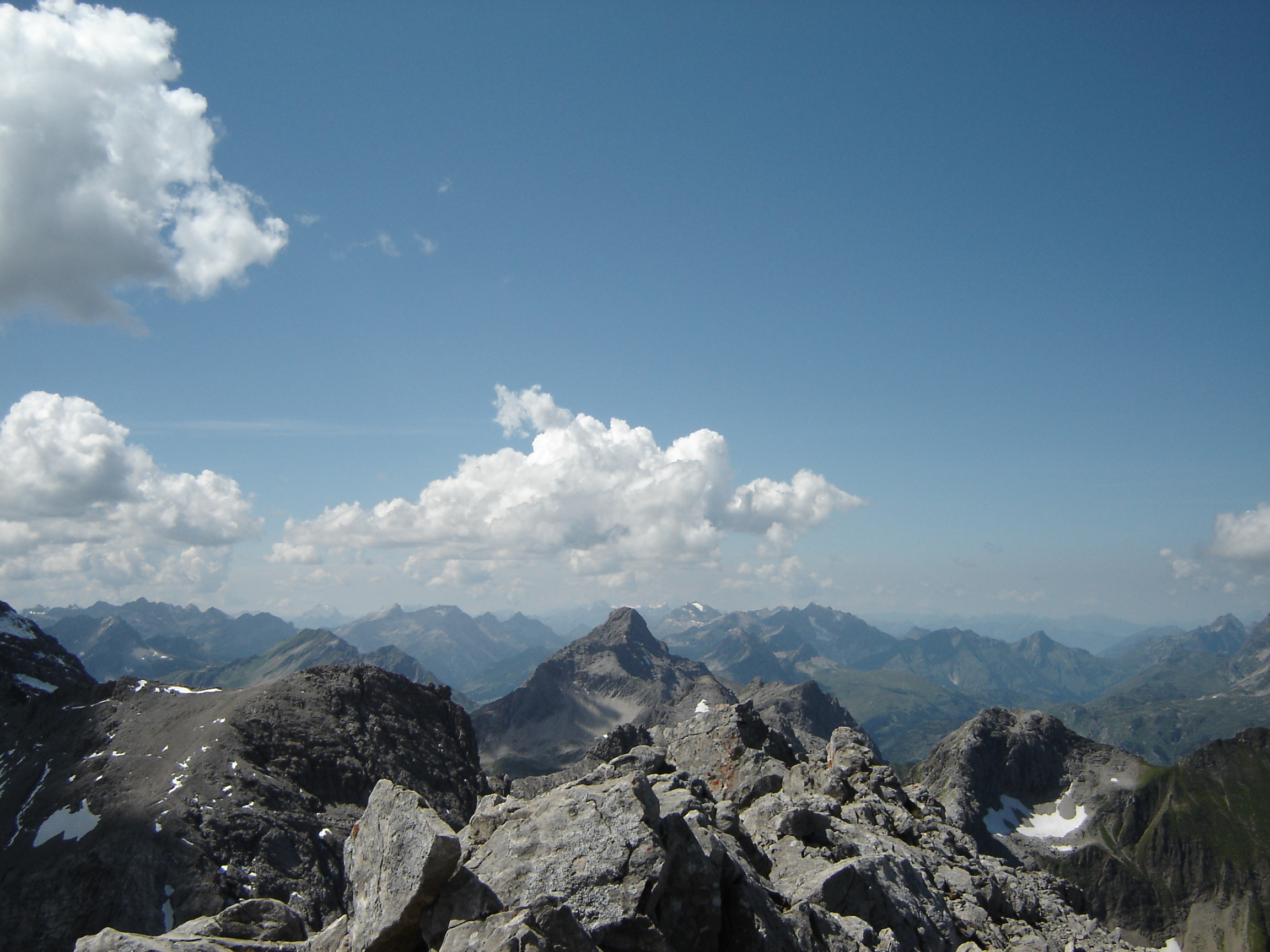
Heilbronner Weg

De Heilbronner Weg is een hoogalpiene wandelweg in de Allgäuer Alpen.
Het is de verbindingsweg van de Rappenseehütte naar het Waltenberger-Haus of naar de Kemptner Hütte. De weg heeft een lengte van 3027 meter en is de oudste en bekendste rotsweg van de Noordelijke Kalkalpen.

## Bergen op de weg
Op de Heilbronner Weg komt men veel bergtoppen tegen, de bekendste zijn:
- Hohes Licht 2651 m, (heen en terug vanaf de Heilbronner Weg ca. 1½ uur)
- Mädelegabel 2645 m, (heen en terug vanaf de Heilbronner Weg ca. 1 uur)
- Steinschartenkopf 2615 m
- Bockkarkopf 2608 m